# Kachō Hashimoto
Kachō Hashimoto (橋本 花鳥 Hashimoto Kachō?) es una mangaka nacida en Japón.
Es conocida igualmente bajo los seudónimos Aiko Nagayama (永山愛子?) (nombre real), Yasumi Nagayama (永山靖巳?) y Hashimoto Chicken (橋本チキン?).

## Biografía
Kachou Hashimoto comienza a querer ser mangaka cuando estaba en el colegio, y decide volverse profesional en este entorno durante la escuela secundaria. Es sobre todo fuertemente marcada por la lectura del manga Ushio to tora de Kazuhiro Fujita. Después de la escuela secundaria, tomó clases en una escuela de dibujo y se convirtió en asistente de mangakas, sobre todo de Daisuke Higushi, autor de Whistle!.
El 10 de enero de 2000, publica su primer manga, Uso demo ī kara (うそでもいーから?), en el Weekly Shōnen Sunday Tokubetsu Zōkan R, bajo el seudónimo de Aiko Nagayama (永山愛子?), utilizado este nombre para los cuatro mangas siguientes publicados en el Shōnen Sunday Súper entre 2000 y 2004 (el último bajo el nombre de Yasumi Nagayama (永山靖巳?).
En 2007, su serie Suna no umi no Sutera (砂の海のステラ?) es publicada en la revista en línea Genzo, después entre enero y octubre de 2008, Desert Riot (デザートライオット Dezātoraiotto?) aparece en la revista Monthly Comic Birz, los dos de la editorial Gentōsha.
En septiembre de 2010, aparece un manga biográfico sobre Hideki Tōjō en el Manga Nihonshi no. 48.
El manga Insect Cage, o Cagaster, se publicó en su sitio web bajo el seudónimo de Hashimoto Chicken (橋本チキン?) entre febrero de 2005 y abril de 2013. La serie está compilada bajo la forma de nueve dōjinshi salidos entre diciembre de 2010 y agosto de 2013,. En 2012.
En 2015, la publicación de Arbos Anima debuta en el Monthly Comic Ryū bajo el seudónimo de Kachou Hashimoto (橋本 花鳥?), cuyos caracteres significan a la vez «flor» y «pájaro».

## Obras
- Uso demo ī kara (うそでもいーから 'Uso demo ī kara'?) (10 de enero de 2000 de 10 de enero de 2000, Weekly Shōnen Sunday Tokubetsu Zōkan R)
- Tottemo chīsana mizushibuki (とっても小さな水しぶき 'Tottemo chīsana mizushibuki?) de 13 de septiembre de 2000, Weekly Shōnen Sunday no 42)
- Dakara, ue wo muite (だから、上を向いて Dakara, ue wo muite ) de 25 de abril de 2001, Shōnen Sunday Súper)
- Sengoku-kun no niwa sōshi (千石くんの庭草紙 'Sengoku-kun no niwa sōshi'?) de 25 de febrero de 2002, Shōnen Sunday Súper)
- Fujii Shūgo monogatari zenryoku 100-pāsento hare tokidoki namida (藤井秀悟物語 全力100%晴れ時々涙 'Fujii Shūgo monogatari zenryoku 100-pāsento hare tokidoki namida'?) de 25 de mayo de 2002, Shōnen Sunday Súper)[7]
- Halloween Seed (ハロウィンシード 'Halloween Seed'?) (octubre de 2003-enero de 2004, Shōnen Sunday Súper)
- Suna no umi no Sutera (砂の海のステラ 'Suna no umi no Sutera'?) (febrero-marzo de 2007, Genzo)
- Dessert Riot (デザートライオット Dezātoraiotto?) (enero-octubre de 2008, Monthly Comic Birz)
- Tōjō Hideki (東条英樹 'Tōjō Hideki'?) de 21 de septembre de 2010, Manga Nihonshi no 48)[8]
- Cagaster (2005-2013)
- Arbos Anima (desde 2015, Monthly Comic Ryū)

### Colectivos
- Chū2byō Rhapsody - Brave of Rebellion (中二病狂詩曲　- ブレイヴ オブ リベリオン Chūnibyō kyōshikyoku - bureivu obu riberion?) (abril de 2011)
- Chū2byō Rhapsody - Heart of Darkness (中二病狂詩曲 - ハートオブダークネス Chūnibyō kyōshikyoku - hātoobudākunesu?) (julio de 2011)
- Gakushū manga sekai no denki nekusuto robāto kyapa (学習漫画 世界の伝記NEXT ロバート・キャパ?), guion de Takashi Hirumi (2012, Shūeisha)[9]

## Documentación
- «Rencontre avec Kachou Hashimoto pour le manga Cagaster». 15 de julio de 2014.
- «KACHOU HASHIMOTO». 1 de julio de 2014.